# Dongfeng Junfeng
Dongfeng Junfeng (俊风) — микровэн производства китайской компании Dongfeng.

## Описание

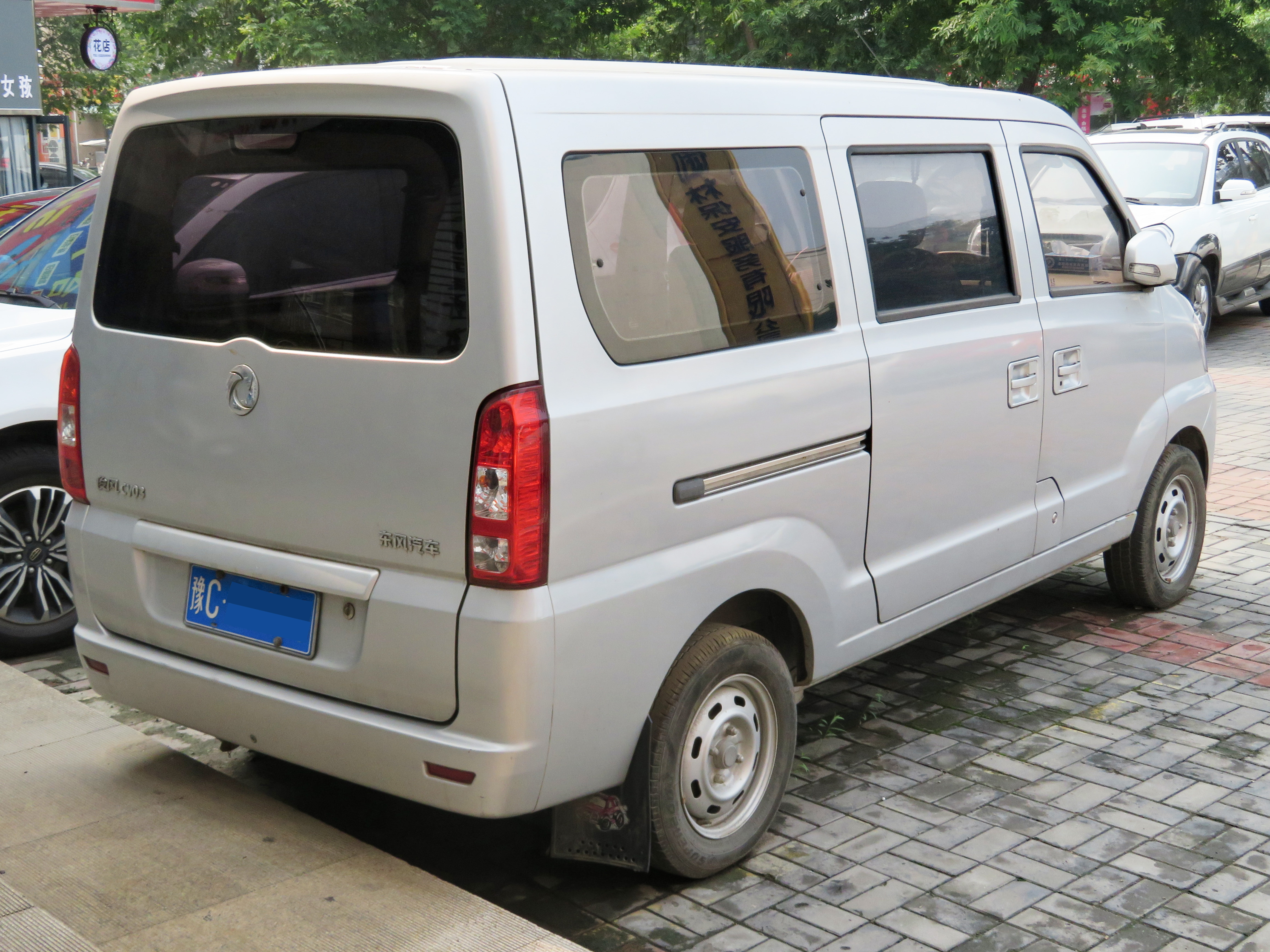
Вид сзади

Первоначально Dongfeng Junfeng назывался Junfeng CV03 и продавался непосредственно компанией Dongfeng при запуске в сентябре 2012 года. В ноябре 2013 года автомобиль был переименован в Junfeng и выпускался подразделением Zhengzhou Nissan Automobile. По состоянию на 2013 год цены варьировались от 39800 до 45500 юаней.
В 2017 году на Шанхайском автосалоне был представлен бренд Skio, специализирующийся на производстве электромобилей.

### Технические характеристики
Dongfeng Junfeng оснащён 1,3-литровым двигателем мощностью 88 л. с. и крутящим моментом 120 Н·м в паре с пятиступенчатой механической трансмиссией.

## Dongfeng Ruitaite EM10
Dongfeng Ruitaite EM10 начал выпускаться в 2017 году на базе Gonow Way. Он оснащён аккумулятором ёмкостью 42,72 кВт·ч с запасом хода 245 км и поддерживает быструю зарядку. Мощность электродвигателя 45 кВт (61 л. с.).

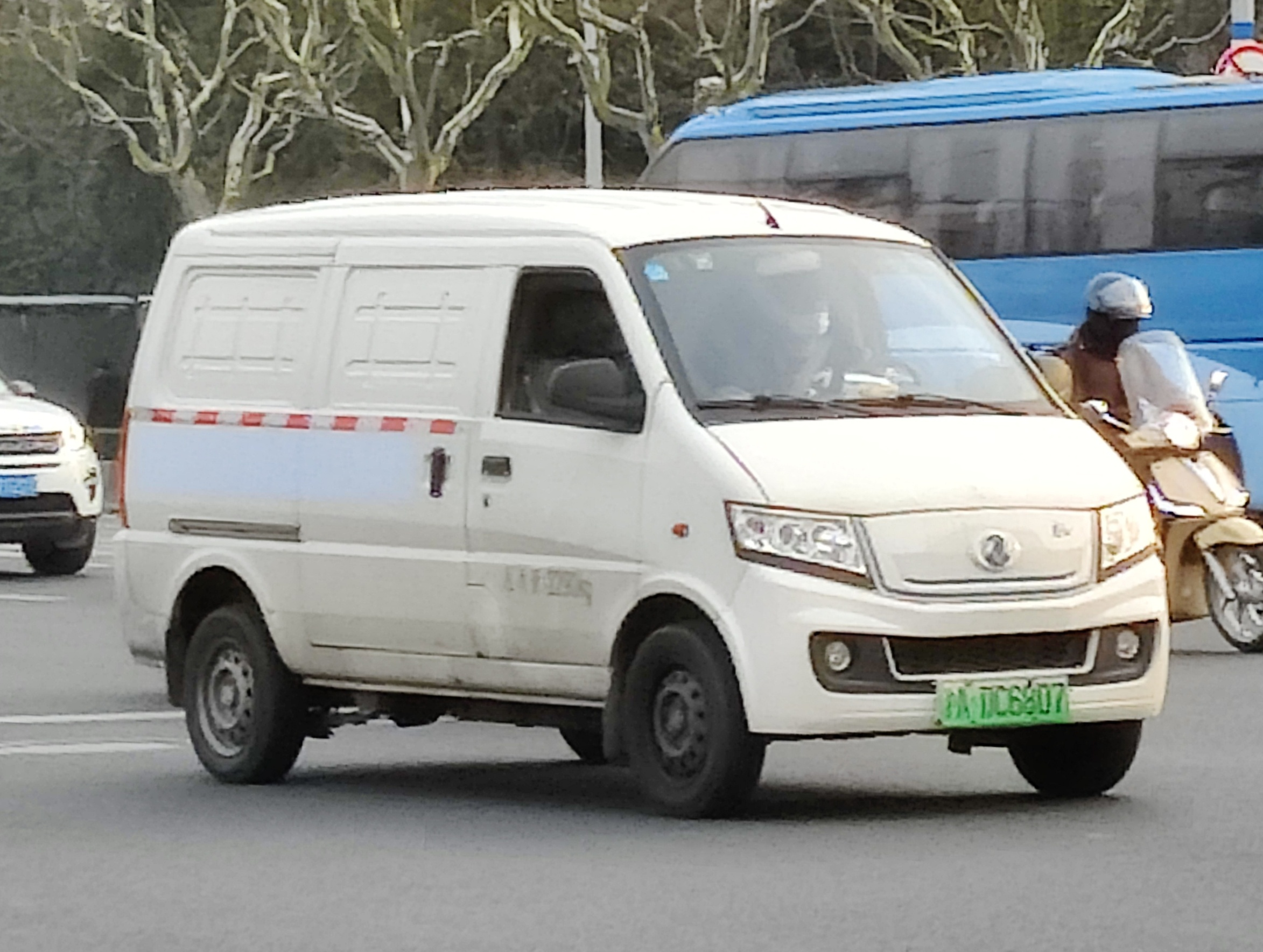
Вид спереди
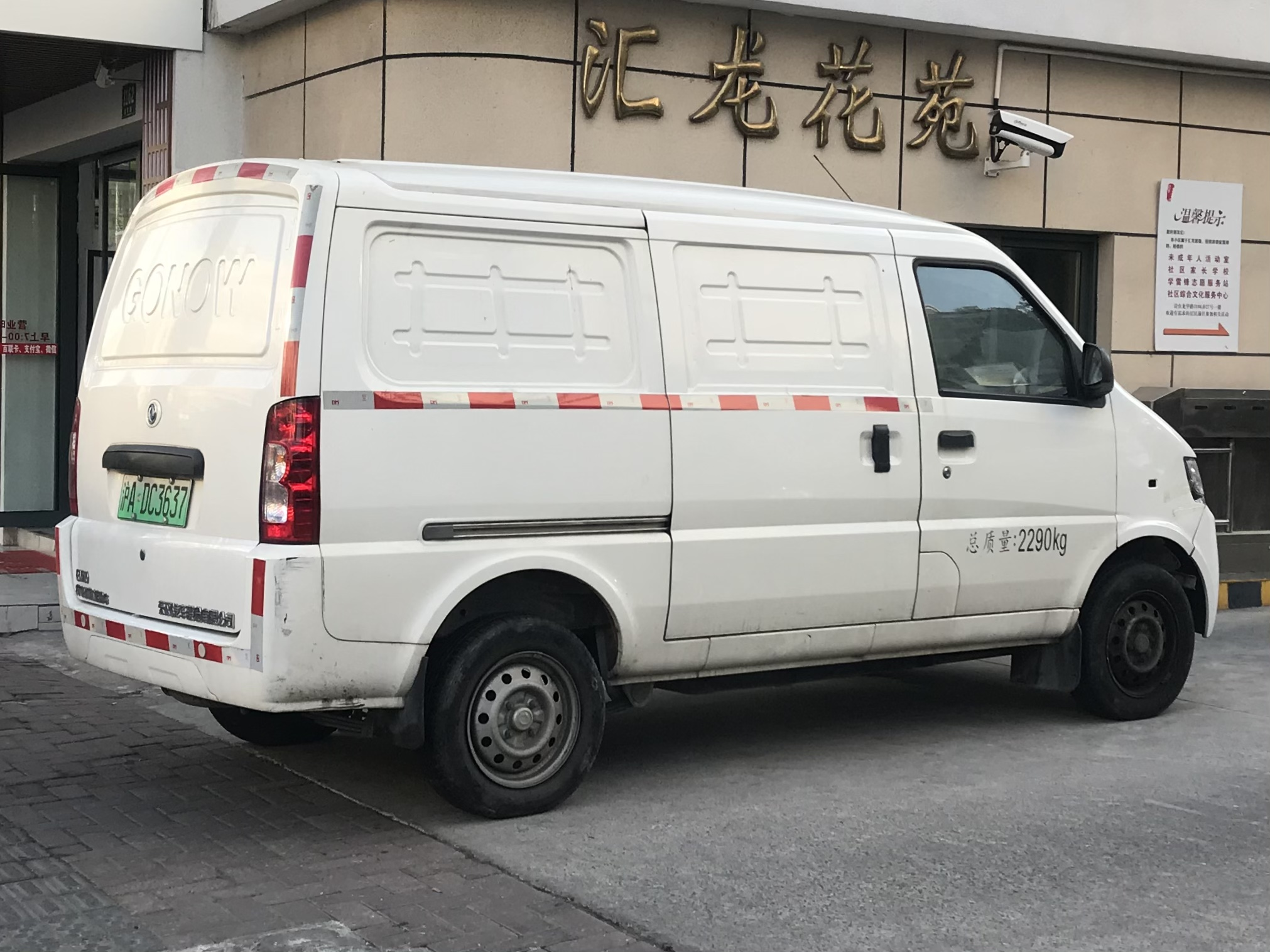
Вид сзади

## Skio Junfeng
Skio Junfeng (东风时空俊风), выпускаемый под брендом Skio (时空), разработан компанией Dongfeng на совместном предприятии с Zhejiang Jonway. Базовой моделью стала Jonway Wuxing (永源星). Компания Dongfeng объединилась с Zhejiang Skio Matrix (Shikong) и Zap Jonway в целях «продвижения» Jonway Wuxing. Skio Matrix является специалистом по переоборудованию электромобилей и поставщиком аккумуляторных блоков, который также продаёт электромобили от имени Dongfeng (U-Vane EV), Zhidou и Kandi.

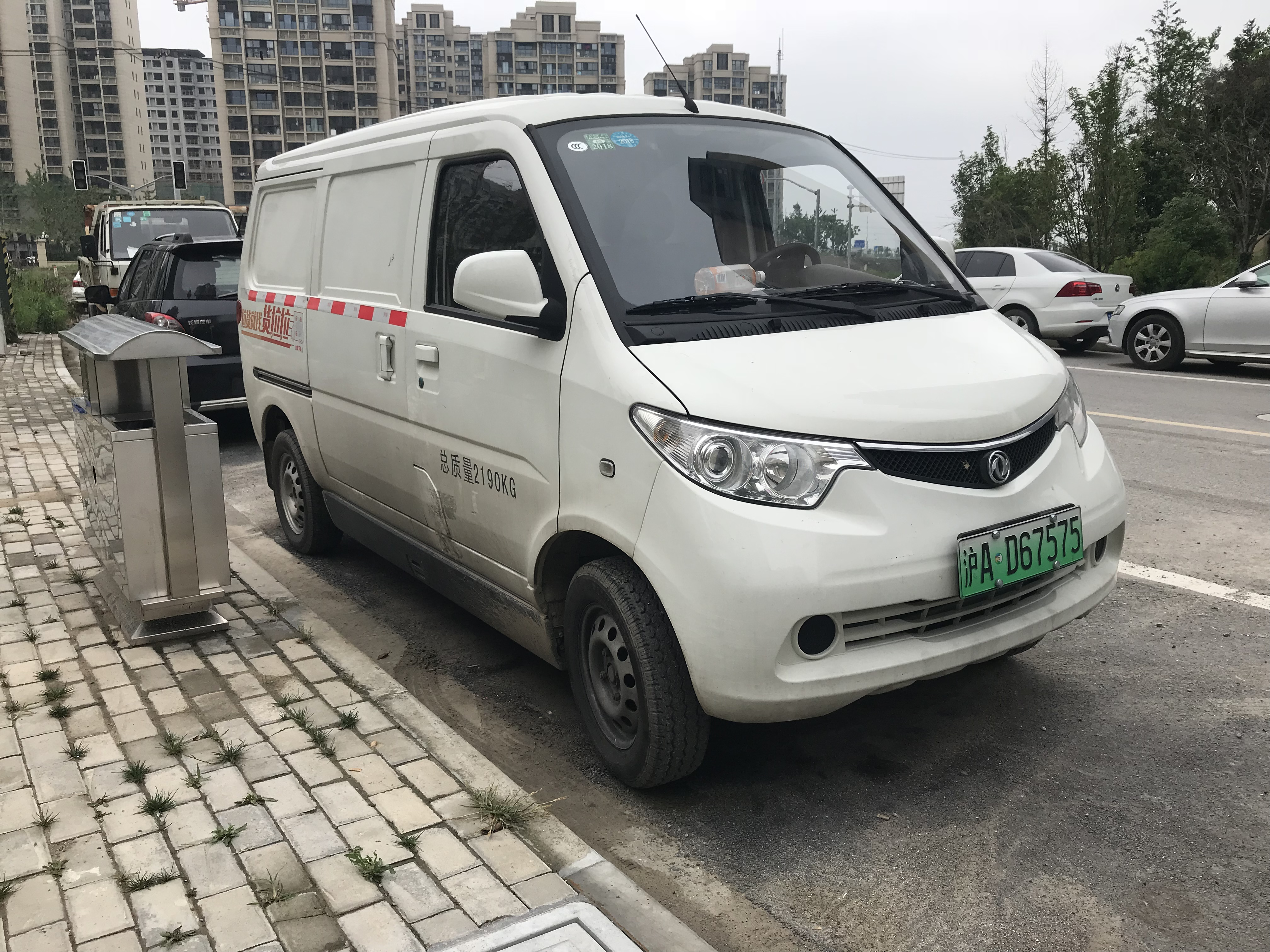
Вид спереди
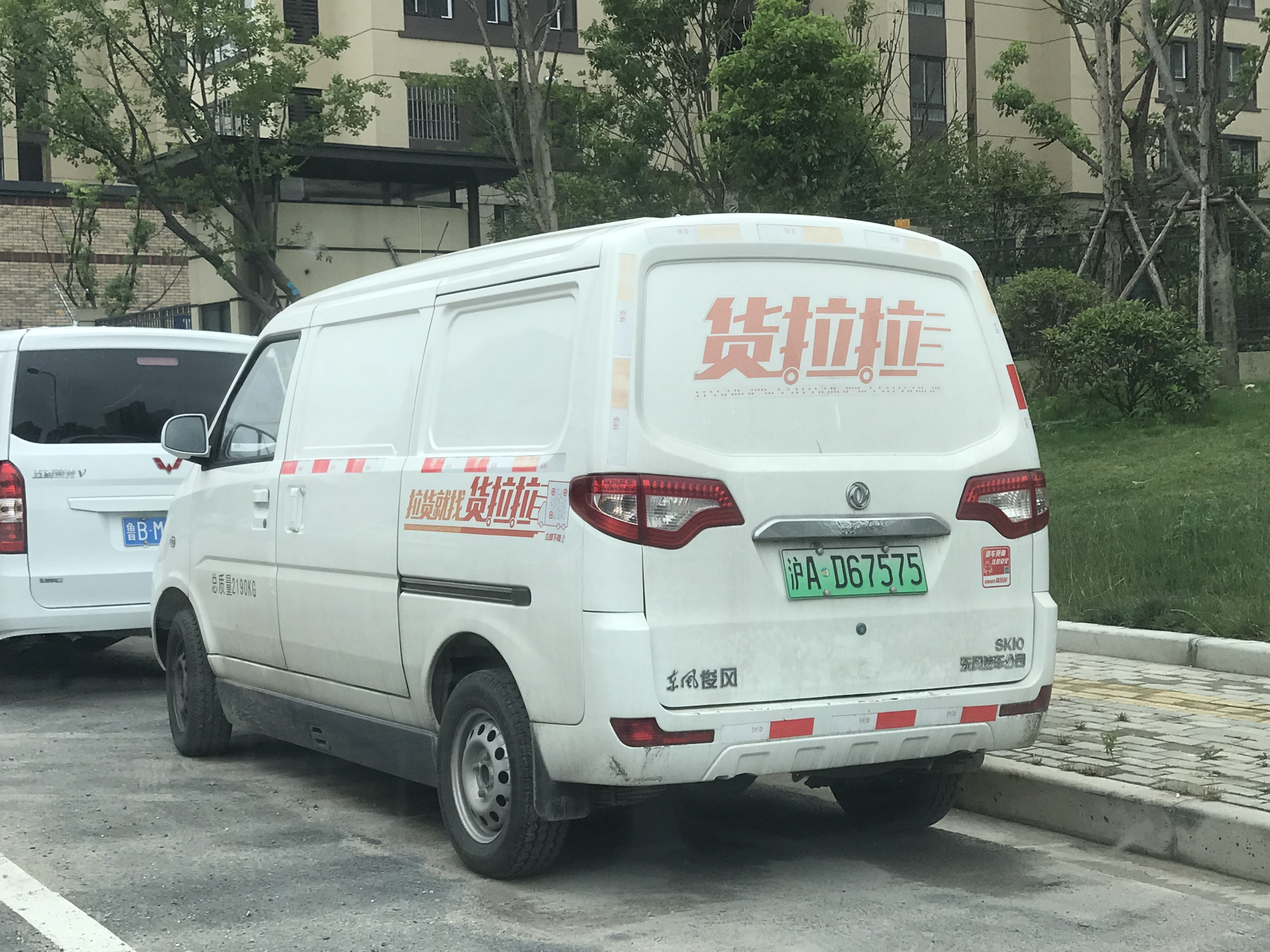
Вид сзади